# Paul Ranson

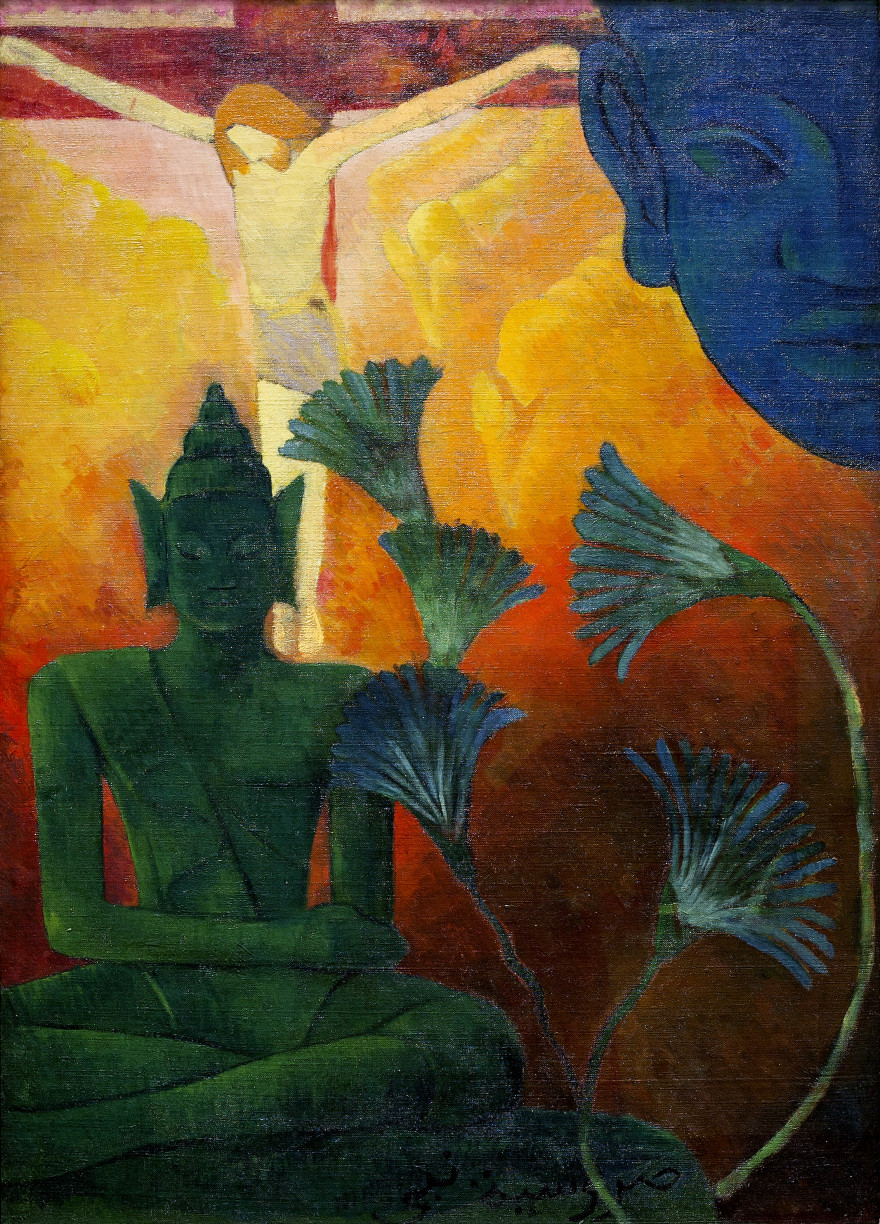
Obraz P. Ransona Chrystus i Budda (1880)

Paul Ranson (ur. 29 marca 1862 w Limoges, zm. 20 lutego 1909 w Paryżu) – francuski malarz, tworzący w stylu secesji.
Studiował w Académie Julian. Od 1888 związany był z nabistami, którzy spotykali się w jego pracowni. Wykonywał duże symboliczne kompozycje cenione za wartości dekoracyjne. Projektował także tkaniny i zajmował się grafiką. W 1908 wspólnie z żoną France założył prywatną szkołę artystyczną Académie Ranson.